# Shad Gaspard
Shad Gaspard (Brooklyn, Nueva York, 13 de enero de 1981-Venice Beach, California, circa.17 de mayo de 2020) fue un luchador profesional, actor y baloncestista estadounidense. Gaspard es recordado por haber trabajado para la empresa WWE, donde luchó bajo su nombre real y formó un equipo llamado Cryme Tyme junto al luchador JTG.
El 17 de mayo de 2020 desapareció mientras nadaba en Venice Beach, California, junto a su hijo de diez años. Su cuerpo fue hallado sin vida el 20 de mayo de 2020.

## Infancia
Shad era el tercer hijo de Benjamin Gaspard, un antiguo guardia de seguridad a comienzos de 1970.
Con cinco años, su padre le entrenó como boxeador, y con ocho años comenzó a practicar numerosas artes marciales.
A los 16 años, Shad fue promovido, como premio, por "Hardbody Harrison", un antiguo luchador de la WCW, luchando en torneos de boxeo, kickboxing, artes marciales, etc. Todavía con 16 años, Shad comenzó a luchar contra personas entre cinco y veinte años mayores que él. Además, Shad posee el récord de victorias-derrotas del No Holds Barrers (35-7) y el de boxeador amateur (57-26).
Después de la secundaria, continuó jugando basketball en el Georgia Perimeter College, y después de dejarlo, se convirtió en guardaespaldas para varios raperos y actores, incluyendo a la estrella de pop Britney Spears, Puff Daddy y Mike Tyson.

## Carrera

### World Wrestling Entertainment

#### Tough Enough y Ohio Valley Wrestling (2002-2006)
Gaspard decidió convertirse en luchador profesional. Para eso, se clasificó en la final del programa de televisión Tough Enough 2 en 2002, pero fue descalificado después de fallar un examen físico.
Sin embargo, fue contratado por el cazatalentos de la WWF Tom Prichard. Primero entrenó con Sgt. Dewayne Bruce de la WCW Power Plant durante seis meses. Tras esto, acudió al territorio de entrenamiento de la WWF, la Ohio Valley Wrestling (OVW), tras lo cual se le ofreció la oportunidad de entrenar a tiempo completo.
Debutó en la OVW en 2003 bajo el nombre de "Da Beast", uniéndose a Kenny Bolin y su stable, Bolin Services. Originalmente, actuó como el guardaespaldas personal de Bolin, pero poco después empezó a luchar junto a Carlos Colón, Jr. en febrero de 2004.
Después de que su compañero fuera llamado a la WWE en octubre de 2004, abandonó el stable y formó parejas de corta duración con Osama, Mike Mondo, Ken Doane, y Ryan Wilson, hasta que empezó a luchar bajo su auténtico nombre individualmente. En junio de 2005, firmó un contrato de desarrollo con la WWE.
A principios de 2006, durante un feudo con CM Punk, Gaspard se unió a the Neighborhoodie, formando un equipo conocido como The Gang Stars. Ambos ganaron en una ocasión el Campeonato Sureño en Parejas de la OVW el 24 de mayo de 2006 al derrotar a K.C. James & Roadkill. Sin embargo, los perdieron el 28 de julio ante CM Punk & Seth Skyfire.

#### Cryme Tyme (2006-2007)

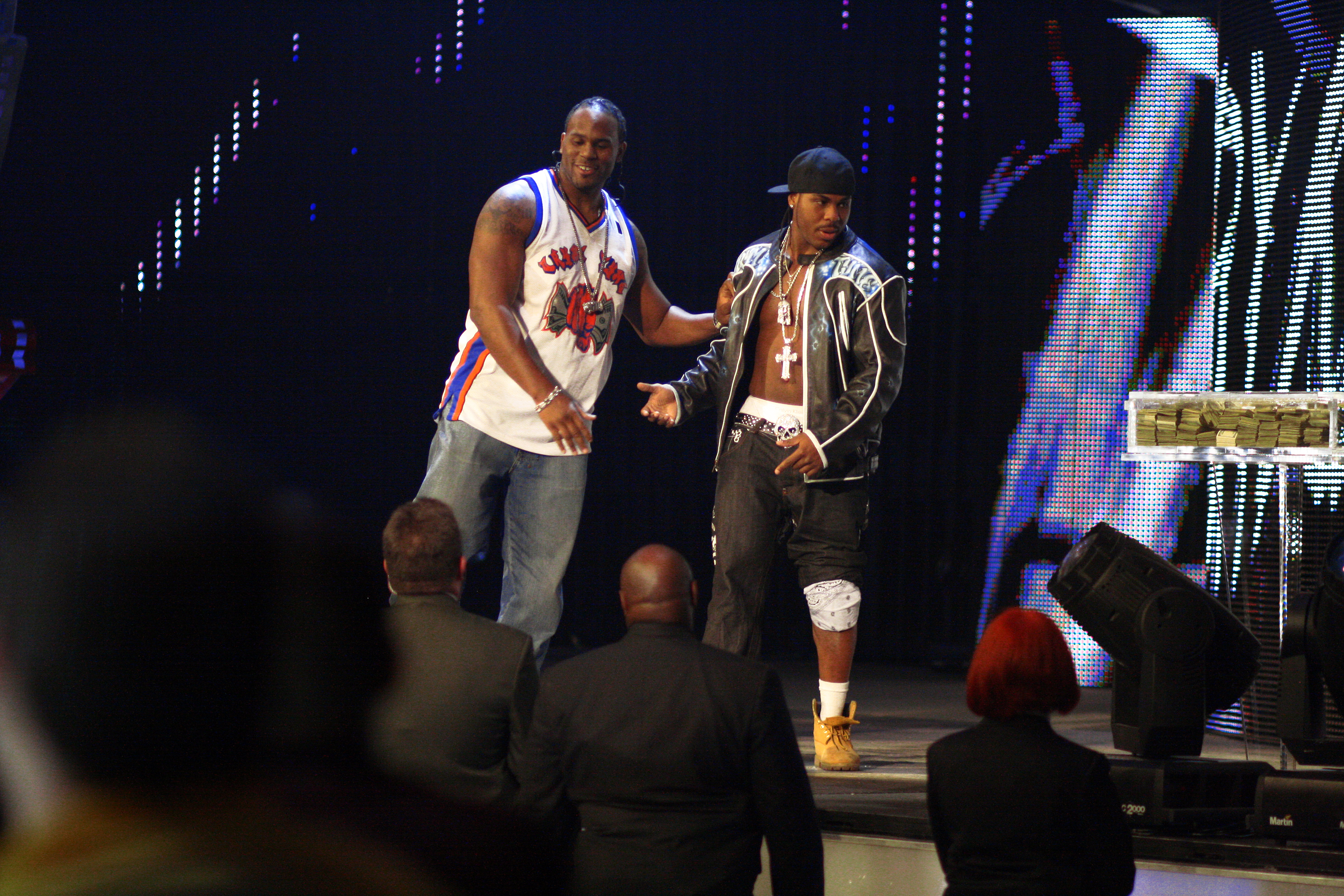
Gaspard junto a JTG como Cryme Tyme en un episodio de Raw en 2008.

Shad debutó en la WWE junto a JTG el 16 de octubre de 2006 en un episodio de Raw, enfrentándose a  los Campeones Mundiales en Parejas Johnny y Mike del equipo Spirit Squad, a los cuales derrotaron. El 5 de noviembre en el evento Cyber Sunday 2006, participaron en un combate Texas Tornado en cual derrotaron a  The Highlanders (Robbie & Rory McAllister), Charlie Haas y Víscera y Lance Cade & Trevor Murdoch
El 7 de enero de 2007 en el evento New Year's Revolution, ganaron una oportunidad por los Campeonatos Mundiales en Parejas tras derrotar en un combate Tag Team Turmoil a The Highlanders The World's Greatest Tag Team, Cade y Murdoch y Jim Duggan & Super Crazy. Ese mismo año, participaron en WrestleMania 23 iniciando junto a Eugene y otras leyendas de la WWE una fiesta en el backstage. En junio durante un episodio de SmackDown!, Deuce & Domino derrotan a Cryme Tyme en un combate entre marcas de SmackDown! y Raw. Mientras Deuce, Domino y Cherry celebraban su victoria, Cryme Tyme apareció en el titantron, robando el coche (kayfabe) de Deuce & Domino y llevándolo a la tienda de los Brisco Brothers para vendelo por partes. El siguiente mes, el 22 de julio, The James Boys derrotaron a Cryme Tyme para recuperar los Campeonatos Sureños en Parejas de OVW. 
El 13 de agosto en un episodio de Raw, Cryme Time hizo su regreso en su ciudad natal, New York, siendo derrotados por los Campeones Mundiales en Parejas Lance Cade & Trevor Murdoch. Sin embargo a mediados de 2007, ambos fueron despedidos de WWE. Después de ser liberado, comenzó a competir dentro del circuito independiente.

### Circuito independiente (2007-2008)
Gaspard, junto a Paul lucharon en el evento 10th Anniversary de la promoción independiente Jersey All Pro Wrestling el 27 de octubre de 2007. Luchando como "Crime Time", derrotaron a «Dirty Rotten Scoundrelz».

### Regreso a WWE (2008-2010)

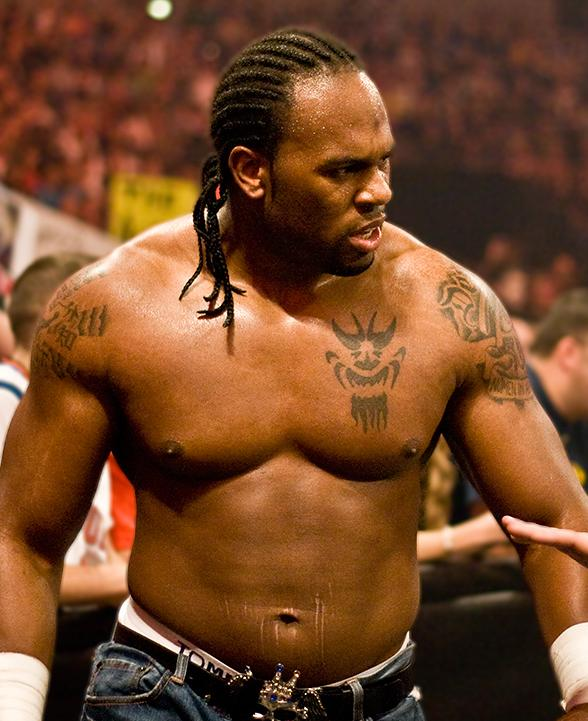
Gaspard en 2008.

En la edición del 31 de marzo de RAW, Cryme Tyme hizo su regreso a la WWE, derrotando a Lance Cade & Trevor Murdoch. Tras esto, empezaron un feudo con los campeones mundiales por parejas Cody Rhodes & Ted DiBiase, luchando en Unforgiven por los títulos, siendo derrotados. Tras esto, empezaron un feudo con John Morrison & The Miz sobre cual de las dos parejas tenía el mejor programa en internet. En Cyber Sunday fueron elegidos por el público para enfrentarse, siendo derrotados por Morrison & Miz. Un mes después, en Survivor Series, fueron parte del Team Michaels (Shawn Michaels, The Great Khali & Rey Mysterio), siendo Shad eliminado por Miz. El 15 de abril de 2009, fueron enviados a la marca SmackDown! por el draft suplementrario. Tras esto, tuvieron una oportunidad contra Chris Jericho & Big Show en SummerSlam por los Campeonatos Unificados en Parejas, pero fueron derrotados. En la edición del 30 de marzo de 2010 en SmackDown! perdió junto con JTG frente a John Morrison & R-Truth. Luego de la derrota, Shad atacó a JTG, pasando a ser heel y disolviendo el equipo. Ambos tuvieron un corto feudo que terminó en Extreme Rules siendo JTG el ganador de un Strap match. La última aparición de Shad en SmackDown! fue el 14 de mayo, donde logró la victoria ante un luchador local para luego ser mandado al nuevo territorio de desarrollo, la Florida Championship Wrestling. El 19 de noviembre de 2010 fue despedido de la WWE.

### Regreso al circuito independiente (2012-2020)
En 2012, Gaspard luchó en NWA Pro. El 19 de junio de 2014, fue anunciado que Gaspard y JTG buscaban bookeo por alguna promoción ahora llamados bajo el nombre ligeramente alterado «Crime Time». Gaspard y JTG lucharon su primer combate en su tour «Crime Time World» el 23 de agosto de 2014, para la promoción Warriors of Wrestling en Staten Island. En el evento de JAPW 18th Anniversary el 15 de noviembre de 2014, Gaspard y JTG derrotaron a Damien Darling y Danny Demento en un combate por equipos. El 3 de marzo de 2016, en XWA Xtreme Rumble, el dúo fue derrotado por Colt Cabana y Dick Justice. Gaspard continuo luchando junto a JTG hasta su fallecimiento en 2020.

## Vida personal
Gaspard se casó en 2009 con la modelo de fitness y atleta Siliana Gaspard. La pareja tuvo un hijo, un varón llamado Aryeh, en abril de 2010.
Fue arrestado el sábado 5 de marzo de 2011 en Columbus, Ohio, El 11 de diciembre de 2016, Gaspard impidió el robo a mano armada de una gasolinera en Coral Springs, Florida, cuando se le acercó un hombre ebrio que tenía la intención de robar al empleado. Gaspard empujó al hombre, le quitó su arma y lo contuvo hasta que llegó la policía.
Tuvo una fuerte amistad en la vida real con JTG, a quien llegó a considerar un «hermano».

## Fallecimiento
El domingo 17 de mayo de 2020, salió a nadar con su hijo a la playa en Venice Beach, California; tras varias horas sin que regresaran a su domicilio su esposa Siliana Gaspard denunció su desaparición. Policía y guardacostas iniciaron la búsqueda de Shad Gaspard, quien había sido arrastrado por la corriente, mientras que su hijo pudo ser rescatado. Su cuerpo fue hallado 
tres días después en la misma playa de Venice Beach por unos caminantes. La policía confirmó que las características del mismo coincidían con las del luchador, por lo cual se comunicaron con sus familiares quienes reconocieron el cuerpo.

## Campeonatos y logros
- NWA Wildside
  - NWA Wildside Tag Team Championship (1 vez) - con JTG

- Adrenaline Championship Wrestling
  - ACW Tag Team Championship (1 vez) - con JTG

- Fighting Evolution Wrestling
  - FEW Tag Team Championship (1 vez) - con JTG

- Ohio Valley Wrestling
  - OVW Southern Tag Team Championship (2 veces) - con JTG[25]

- Superstars of Wrestling Federation
  - SWF Tag Team Championship (1 vez) - con JTG

- Victory Independent Pro Wrestling
  - VIP Tag Team Championship (1 vez) - con JTG

- World Wrestling Alliance
  - WWA Tag Team Championship (1 vez) - con JTG

- World Wrestling Entertainment/WWE
  - WWE Hall of Fame (Clase del 2022 — Warrior Award)[26]

- Pro Wrestling Illustrated
  - Situado en el N°177 en los PWI 500 del 2008[27]
  - Situado en el N°95 en los PWI 500 del 2009
  - Situado en el N°85 en los PWI 500 de 2010[28]